# Wilson Adirodu Djari
 (août 2021).
 Wilson Adirobu Djari (né à Mula le 30 juin en 1973) est un homme politique de la République démocratique du Congo et député national, élu de la circonscription de Irumu dans la province de l'Ituri,.

## Biographie
Wilson Adirobu est né le 30 juin 1973 à Mula. Originaire de la province de l'ituri, il est membre du parti politique MS. Il est élu député provincial de la province orientale en 2006 avant d'être réélu député national aux élections législatives du 30 décembre 2018. Wilson Adirobu est président du caucus des députés nationaux de la province de l'ituri.